# Drama japonês
O drama japonês (japonês: テレビドラマ, Hepburn: terebi dorama, lit.  "drama televisivo"), também nomeado como dorama ou J-drama, é a designação dada aos dramas televisivos em língua japonesa realizados pela televisão do Japão. Todas as principais redes de televisão do país produzem uma variedade de séries dramáticas, incluindo romance, comédia, histórias de detetive, horror dentre outros. Para ocasiões especiais, também pode haver um drama de um ou dois episódios com um tema específico, como um produzido em 2015 para o aniversário de setenta anos do fim da Segunda Guerra Mundial.
Os dramas japoneses costumam ser transmitidos em temporadas que duram três meses, com novos dramas sendo exibidos a cada temporada. Elas seguem uma cronologia específica de acordo com as quatro estações do ano que são: inverno (janeiro-março), primavera (abril-junho), verão (julho-setembro) e outono (outubro-dezembro). A maior parte dos dramas japoneses são exibidos durante a noite entre as 21:00 às 23:00 horas, contendo em média de 9 a 12 episódios exibidos semanalmente. Há ainda os dramas matutinos e vespertinos, que são exibidos diariamente, por um período de tempo que pode durar vários meses, como por exemplo, o drama Asadoras do canal NHK. Uma característica que o diferencia, é que cada episódio normalmente é filmado apenas algumas semanas antes de ser exibido (normalmente de duas a três), e muitos fãs podem ver ou visitar os atores durante as filmagens, mesmo quando o mesmo já está sendo exibido.
Ao longo dos anos, a popularidade dos dramas japoneses tornou-se crescente e seus títulos passaram a ser exportados para outros países da Ásia e também consumidos pelas colonias de imigrantes formadas ao redor do mundo. Atualmente, estão sendo difundidas internacionalmente, através das provedoras de serviços de transmissão online, que legendam-os para diversos idiomas.

## Drama moderno
Para grande parte do público, os dramas japoneses com o estilo atual de roteiro, foram os responsáveis por evidenciar o termo "drama moderno". Porém, as últimas inspirações para diversos dramas japoneses, vieram de filmes estadunidenses como The Big Chill (1983) e St. Elmo's Fire (1985). A fórmula atual foi inventada no final da década de 1980, quando os roteiristas decidiram chegar ao público da televisão com temas que cobriam o Japão da vida real, em uma época em que os japoneses experimentavam uma economia fervilhante. Esta fórmula foi melhorada no início da década de 1990 quando os enredos passaram por mudanças. Ao apostar em questões mais difíceis, incluindo a violência entre adolescentes, o abuso infantil e a vida familiar moderna, a fórmula do drama moderno é ajustada para se adequar ao gosto mutante dos telespectadores. Mesmo hoje, o sucesso dos dramas japoneses é o resultado dessas adaptações. Além disso, muitos desses dramas empregam atores jovens que os usam como trampolins para projetos maiores.
Embora há quem considere os super sentais e os tokusatsus como dramas, esses gêneros não são abrangidos quando os dramas são referidos com o termo "moderno". Geralmente, a maioria dos dramas noturnos atuais são "dramas modernos", e o termo não se aplica a outros tipos de dramas como o Asadora.

## Diferença de foco entre as emissoras
Os dramas transmitidos pelas emissoras Fuji Television (Fuji TV) e NTV são geralmente os mais populares. Embora a  TBS tenha produzido alguns dramas muito bem sucedidos no passado e continue produzindo alguns dramas populares, nos últimos anos, sua audiência foi gradualmente diminuindo e assim foram ultrapassados pela NTV.
A Fuji TV é amplamente conhecida como a "inventora da fórmula dos dramas". Durante as décadas de 1980 e 1990, a emissora popularizou os dramas modernos ao utilizar em seu elenco, atores e atrizes jovens e populares da época. Os dramas exibidos na emissora no horário das 21:00 horas as segundas-feiras, são comumente chamados de "getsuku" (uma frase abreviada que significa "segunda-feira às 9"). Eles geralmente envolvem alguma história de amor, o que é considerado um tema muito popular e trazem geralmente uma elevada audiência durante toda a temporada. No entanto, nos últimos anos, a popularidade dos getsukus desgastou-se, com a maioria desses dramas não atingindo nem mesmo a marca de 20% de classificação média.
Outras redes de televisão do Japão também têm os seus próprios focos: a TV Asahi, por exemplo, concentra-se fortemente em jidaigekis e histórias policiais, já a NHK foca a sua programação para um público mais velho, concentrando-se principalmente em dramas sobre períodos épicos e com algum significado histórico, muitas vezes lançando dramas no gênero taiga, bem como em dramas que procuram ter um herói ou uma heroína jovem ou forte.

## Tema e fundo musical
O tema e o fundo musical definem o tom geral dos dramas japoneses. A maioria deles inicia-se com um ou dois minutos de uma abertura, com um tema musical durante os créditos iniciais. Outros terão pelo menos uma melodia cativante no início, onde apresenta-se o nome do drama que dura poucos segundos e, em seguida, um a dois minutos do tema de encerramento durante os créditos finais. Além disso, há um fundo musical usado em pontos estratégicos do episódio, a fim de definir o humor que determina a cena.
Existem um número de pessoas que também são grandes fãs da trilha sonora original dos dramas. A maioria das redes de televisão trabalham com as companhias de música a fim de produzir trilhas sonoras originais. A maior parte dos temas de abertura e encerramento são escritos especialmente para o drama, enquanto outros temas musicais são licenciados de outras fontes. Depois que a lista de canções é escolhida, a rede de televisão irá lançar a trilha sonora original em compact disc, normalmente algumas semanas após o início do drama. Geralmente, os temas de encerramento, são cantados por cantores ou grupos populares de J-pop.
A NHK produz seu próprio tema musical e é uma das únicas redes de televisão japonesas a possuir sua própria orquestra. A maior parte dos temas ouvidos em seus dramas taiga e asadora foram escritos e produzidos internamente.
Nos últimos anos, muitas dessas canções foram licenciados para fora do Japão. Em alguns casos, foram licenciadas de alguns dos maiores nomes da indústria fonográfica ocidental. Esta prática tem suas desvantagens. Quando o drama japonês é licenciado fora do Japão, o licenciamento de sua música tema torna-se muito caro. Por exemplo, no drama Densha Otoko da Fuji TV, o tema de abertura e alguns dos fundos musicais tiveram que ser substituídos no lançamento da exibição na Nippon Golden Network, devido não terem conseguido os direitos de usar-los.

## Importância das classificações
Como em muitos outros países, a televisão japonesa é indiscutivelmente o mais importante tipo de mídia. Um estudo concluído em 2000 pela emissora NHK, mostrou que 95 por cento da população japonesa assistia televisão todos os dias. 86 por cento disseram que consideravam a televisão um meio indispensável e 68 por cento disseram o mesmo sobre os jornais. Existem outras formas de mídia que podem ser usados para promover produtos e serviços, tais como a Internet. No entanto, Shinji Takada, um executivo de televisão da Nippon Television (NTV), acredita que, embora a internet é muito popular entre os fãs de drama, "Não consideramos a banda larga como uma mídia tradicional. Isso nunca acontecerá. A banda larga é um meio complementar".
As classificações da televisão do país são calculados por diversas empresas de pesquisa. A Video Research Ltd. é uma das empresas mais confiáveis. As redes de televisão, anunciantes e fãs dos dramas utilizam seus dados mais do que de qualquer outro. As classificações se concentram nas áreas de Kanto (Tóquio) e de Kansai (Osaka), que acredita-se ser uma boa representação do que a maioria dos japoneses assistem. As classificações tornam-se disponíveis para o público em geral a cada quarta-feira.

### Sistema de classificação
O sistema é muito simples. Todas as principais redes de televisão japonesas compõem o mercado japonês de televisão, então uma empresa de pesquisa deve determinar o tamanho médio de uma audiência. Os índices de audiência são determinados utilizando-se dois fatores: a quantidade de conteúdo que é transmitido e valor recebido, pois o tamanho do mercado varia de empresa para empresa. A contagem de telespectadores de um determinado episódio é calculado através de uma variedade de métodos de pesquisa. As classificações são calculadas usando um sistema de porcentagem ou ponto. Isto é baseado nos números de audiência do episódio dividido pelo tamanho do mercado. Por fim, os números são publicados no site da empresa de pesquisa. Uma cópia também é produzida.
Não existe uma ciência sólida sobre a forma de interpretar estas percentagens de classificação. Para os fãs, simplesmente o drama com maior porcentagem é o "vencedor" da semana. Os fãs usam esses números para decidir quais dramas eles devem assistir durante o resto da temporada. Apesar desta interpretação simples, há um ou mais fatores que podem entrar em jogo que explicam por que alguns dramas recebem pontos percentuais mais altos do que outros. Por exemplo os dramas noturnos, recebem melhores classificações do que aqueles exibidos de manhã e a tarde.
Embora a transmissão é quasa o mesmo no período da manhã, tarde e noite, as noites atraem números mais altos porque a maioria dos espectadores da noite trabalha durante o dia e menos pessoas estão em casa assistindo televisão. Há, no entanto, algumas exceções: por exemplo, o drama da NHK Oshin, obteve uma porcentagem de classificação média de 52,6%, um número que seria extremamente bom para um drama noturno, mas ainda mais extraordinário para um drama exibido nas manhãs e seis dias por semana. Finalmente, a porcentagem de classificação desempenha um grande papel no sucesso de um artista de drama. O número de trabalho anteriores de um artista, são utilizados pelos produtores TV para determinar se o artista é ou não um sucesso no mercado. Se as classificações dos dramas realizados por ele forem bons, o mesmo receberá mais ofertas em dramas melhor escritos e produzidos.

### Fórmula das boas classificações
Nos dramas noturnos, os membros do elenco são cuidadosamente selecionados e tendem a serem atores famosos que o público gosta muito. A escolha dos membros do elenco frequentemente afeta na classificação da audiência do drama, e emparelhar os artistas masculinos e femininos certos é especialmente importante em um drama renzoku ren'ai (ou amor romântico). Os membros do elenco dos dramas matutinos e vespertinos, não são tão populares quanto os dos dramas noturnos, mas com o tempo, os bons atores ganham popularidade.
Um esforço extra é colocado em dramas que vão ao ar durante a temporada de inverno, pois os telespectadores tendem a ficar mais em casa durante os meses frios de inverno.

## Horário de início
A maioria dos dramas japoneses não começam exatamente na hora marcada. Em vez disso, alguns episódios tem início às 20:58, enquanto outros às 21:05. Antes das classificações começaram a serem medidas, os episódios iniciavam exatamente na hora marcada. Mais tarde, devido à competição por audiência, algumas emissoras decidiram, iniciar seus dramas alguns minutos antes do previsto. A teoria por trás desta prática é que, quando um programa termina  poucos minutos antes da hora, o telespectador pode começar a mudar de canais, até que encontre um que não exiba qualquer publicidade. Do mesmo modo, se um episódio se encerra alguns minutos após a hora marcada, os telespectadores têm uma maior probabilidade de assistir ao próximo programa, porque perdeu os primeiros minutos de um episódio em um canal diferente.
A exceção a esta tendência é a NHK, que continua a iniciar sua programação exatamente na hora determinada. O raciocínio por trás disso é que, devido todas as outras emissoras de televisão estarem constantemente mudando o horário de início de seus programas diversas vezes, esta estratégia já não detém a potencial vantagem sobre a concorrência.

## Entrada da palavradoramano vocabulário da ABL
Em outubro de 2023, a Academia Brasileira de Letras incluiu a palavra dorama no seu vocabulário devido às séries asiáticas que se popularizaram no Brasil nos últimos anos. Segundo a ABL em uma rede social, a palavra dorama é uma obra audiovisual de ficção em formato de série, produzida no leste e sudeste da Ásia, de gêneros e temas diversos, em geral com elenco local e no idioma do país de origem.